# Around the Sun
Around the Sun és el tretzè àlbum d'estudi de la banda estatunidenca de rock alternatiu R.E.M., publicat el 5 d'octubre de 2004 per Warner Bros. Records i amb la producció de Pat McCarthy.

## Producció
Fou una nova mostra de negar-se a ser etiquetats en un sol estil o gènere musical, van aconseguir mantenir la identitat de la banda amb noves peculiaritats eclèctiques.
L'àlbum va es publicar en dues edicions, una només amb CD i una altra edició limitada en forma de box set junt al CD i un pòster desplegable on catorze artistes diferents van il·lustrar les cançons. Fou el primer treball de la banda que contenia una cançó homònima al títol de l'àlbum, i també el primer amb la participació de Bill Rieflin, que fou el substitut real de Bill Berry quan va abandonar R.E.M. l'any 1997. Malgrat que Rieflin no va ser nomenat oficialment com a membre de la banda, hi va participar com a músic auxiliar de forma regular fins a la seva dissolució l'any 2011.
Malgrat rebre una crítica força favorable, la seva recepció comercial fou desigual segons el país, si bé al Regne Unit va arribar al capdamunt de la llista d'àlbums, als Estats units fou el primer dels seus treballs d'estudi que no va entrar al Top 10 de la llista des de Green (1988). Cap dels seus senzills va entrar a la llista estatunidenca, fet que no es produïa des de Fables of the Reconstruction (1985).
L'any 2005, la Warner Bros. Records va llançar una edició doble estesa que incloïa un CD i un DVD d'àudio, i el llibret original amb notes addicionals.

## Llista de cançons
Totes les cançons foren escrites i compostes per Peter Buck, Mike Mills i Michael Stipe. 
| Núm.          | Títol                         | Durada |
| ------------- | ----------------------------- | ------ |
| 1.            | «Leaving New York»            | 4:49   |
| 2.            | «Electron Blue»               | 4:12   |
| 3.            | «The Outsiders» (feat. Q-Tip) | 4:14   |
| 4.            | «Make It All Okay»            | 3:44   |
| 5.            | «Final Straw»                 | 4:07   |
| 6.            | «I Wanted to Be Wrong»        | 4:35   |
| 7.            | «Wanderlust»                  | 3:03   |
| 8.            | «Boy in the Well»             | 5:22   |
| 9.            | «Aftermath»                   | 3:55   |
| 10.           | «High Speed Train»            | 5:02   |
| 11.           | «The Worst Joke Ever»         | 3:38   |
| 12.           | «The Ascent of Man»           | 4:07   |
| 13.           | «Around the Sun»              | 4:28   |
| Durada total: | Durada total:                 | 55:16  |

## Posició en llistes
| Llista (2004) | Posició | Certificacions |
| ------------- | ------- | -------------- |
| Alemanya      | 1       | 1x Or          |
| Austràlia     | 6       | 1x Or          |
| Canadà        | 7       |                |
| Estats Units  | 13      |                |
| Europa        |         | 1x Platí       |
| França        | 9       |                |
| Itàlia        | 1       | 2x Platí       |
| Japó          | 28      |                |
| Regne Unit    | 1       | 1x Or          |

## Crèdits
| R.E.M. - Peter Buck – guitarra, producció - Mike Mills – baix, teclats, producció - Michael Stipe – cantant, producció Músics addicionals - Jamie Candiloro – enginyeria, mescles, música - Scott McCaughey – guitarra - Q-Tip – rap - Bill Rieflin – bateria, percussió - Hahn Rowe – música - Ken Stringfellow – teclats | Tècnics - Chris Bilheimer – packaging - Oswald "Wiz" Bowe – assistència d'enginyeria - Jim Briggs III – assistència d'enginyeria - DeWitt Burton – assistència tècnica - Alex Dixon – assistència - Bertis Downs – assessoria - Thomas Roman Dozol – fotografia - Bryan Gallant – assistència - Ted Jensen – masterització - Patrick McCarthy – mescles, producció - Kirk McNally – assistència d'enginyeria - Javier Valverde – assistència d'enginyeria - Bob Whittaker – assistència tècnica |